# Flucitozină
Flucitozina (denumită și 5-fluorocitozină) este un antifungic, analog fluorurat al citozinei, fiind utilizat în tratamentul unor infecții fungice, cele mai importante fiind candidozele și criptococozele. Prezintă acțiune sinergică cu amfotericina B și poate fi utilizată și în tratamentul cromoblastomicozelor. Căile de administrare disponibile sunt orală și intravenoasă (pentru efect sistemic).
Flucitozina a fost obținută pentru prima dată în anul 1957. Se află pe lista medicamentelor esențiale ale Organizației Mondiale a Sănătății.